# برايت أدجي
برايت أدجي (مواليد 27 أبريل 1994) هو لاعب كرة قدم غاني محترف يلعب كمهاجم لفريق نادي أدوانا ستارز في الدوري الغاني الممتاز.
خلال مسيرته الكروية، فاز أدجي بالدوري الغاني الممتاز في موسمه الثاني مع أدوانا ستارز. كما لعب سابقًا مع تيما يوث ونادي برقان الكويتي.

## المسيرة الكروية

### إلمينا شاركس
بدأ أدجي مسيرته مع نادي إلمينا شاركس في عام 2010. ولعب للنادي في المستويات الأدنى حتى عام 2012 عندما انتقل إلى نادي تيما يوث.

### تيما يوث
في عام 2012، حصل أدجي على انتقال إلى تيما يوث. شارك لأول مرة مع النادي في الدوري الغاني الممتاز 2012–13. سجل أدجي هدفه الأول في الدرجة الأولى في مباراة التعادل 1–1 ضد ريال تامال يونايتد. في ذلك الموسم، سجل العديد من الأهداف البارزة ضد فرق القمة، ميدياما وأشانتي جولد وريال تامال يونايتد. سجل أدجي أيضًا هاتريك في فوز 3–2 على إيدوبياس يونايتد الجديد. ومع ذلك، لم تتمكن أهدافه من ضمان بقاء الفريق في الدوري الغاني الممتاز. لعب دورًا فعالاً في حصول تيما يوث على المركز الثاني في الدوري الدرجة الثانية، في عام 2015، حيث أنهى الموسم كأفضل هداف للنادي. في أكتوبر 2015، ارتبط اسمه بالانتقال إلى فريق أدوانا ستارز في الدوري الغاني الممتاز.

### أدوانا ستارز
في ديسمبر 2015، أعلن نادي أدوانا ستارز أنه حصل على خدمات أدجي وزكريا موموني بعقد لمدة 3 سنوات قبل انطلاق الدوري الغاني الممتاز 2016. في موسمه الأول، أثبت نفسه على الفور كلاعب رئيسي للنادي حيث لعب 15 مباراة من أصل 30 مباراة وسجل 12 هدفًا مذهلاً لمساعدة أدوانا ستارز على الوصول إلى المركز الثاني برصيد 49 نقطة بفارق نقطتين فقط عن البطل في النهاية ليجون سيتيز. في مارس 2016، تم ترشيح هدفه البهلواني في الدقيقة 85 ضد أشانتي غولد في الأسبوع الرابع من الدوري في ملعب لين كلاي في أوبواسي، لجائزة هدف الأسبوع من شبكة سي إن إن. تفوق على منافسيه لويس سواريز لاعب برشلونة، وتوم روغيتش لاعب سلتيك، وخافيير كورتيس لاعب يونيفرسيداد ناسيونال بعد أن حصل على 81% من إجمالي الأصوات ليفوز بالجائزة.
في أغسطس 2016، سجل أدجي هدفًا آخر من ركلة خلفية مزدوجة في مباراة أدوانا التي انتهت بالتعادل 1–1 مع وافا في سوجاكوبي خلال الجولة 27 من الدوري الغاني الممتاز، مما أكسبه ترشيحًا آخر لجائزة سي إن إن لأفضل هدف في الأسبوع. فاز للمرة الثانية متغلبًا على أمثال تشابي ألونسو لاعب بايرن ميونيخ وووكاش تيودورتشيك لاعب أندرلخت وإليوت داريل لاعب تشيستر. أصبح أول لاعب يفوز بالجائزة مرتين على الإطلاق.
في الموسم التالي، موسم 2017، واصل مستواه الرائع من خلال لعب 17 مباراة في الدوري وإحراز 7 أهداف لمساعدة أدوانا في تأمين لقب الدوري الثاني للنادي في تاريخه. خلال تلك الفترة، شكل شراكة هجومية جيدة مع محمد يحيى. في أبريل 2017، أفيد أنه سافر إلى السودان لتوقيع عقد لمدة عامين مع فريق الهلال، لكن الصفقة فشلت وعاد إلى أدوانا ستارز.

### برقان
في أغسطس 2019، انضم أدجي إلى نادي برقان الكويتي في صفقة انتقال مجانية بعد انتهاء عقده مع أدوانا ستارز. ووقع عقدًا لمدة عام واحد مع خيار تمديد العقد في النهاية.

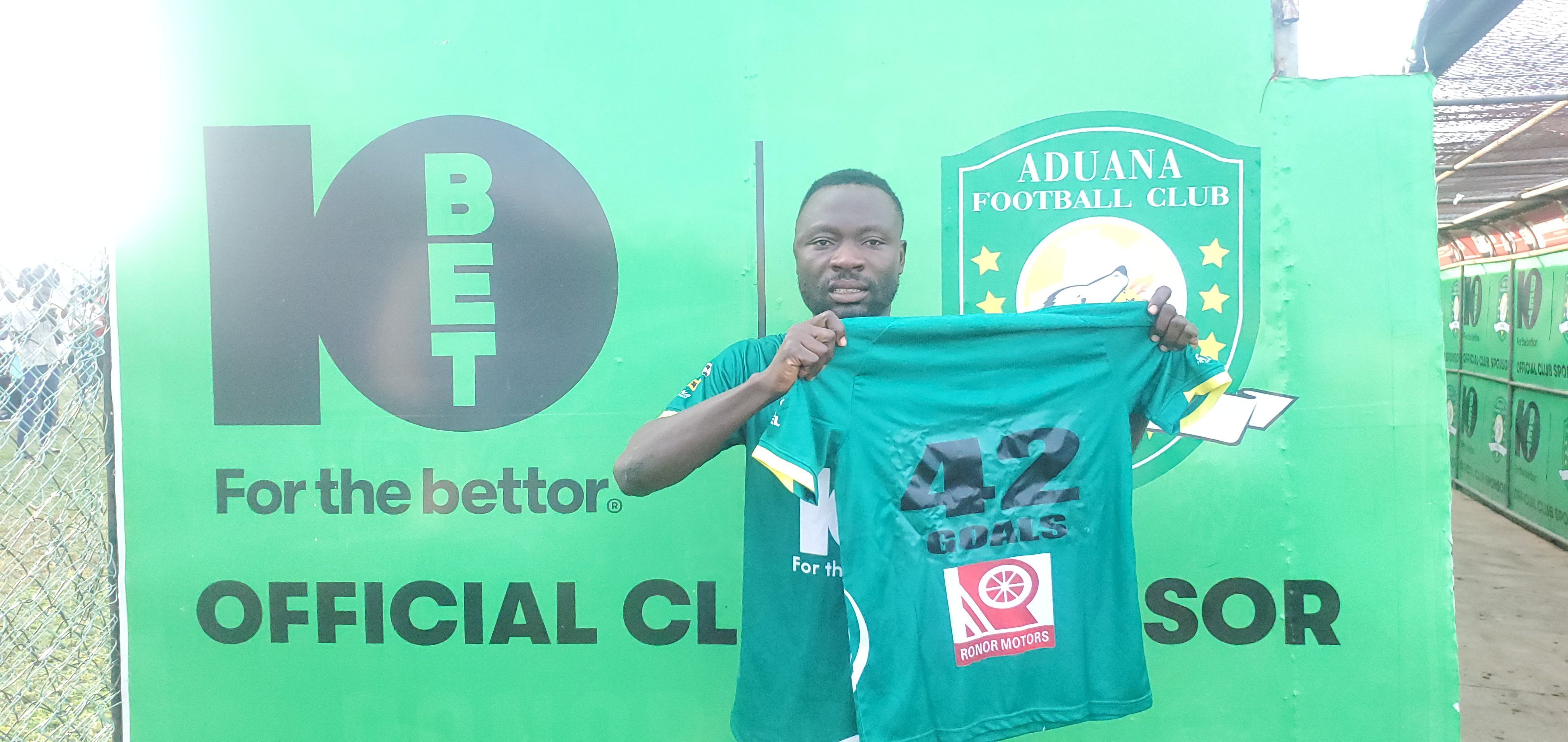
مشجعو نادي أدوانا يكرمون أدجي بعد تسجيله رقماً قياسياً من الأهداف بلغ 42 هدفاً.

### العودة إلى أدوانا ستارز
بعد ستة أشهر من انضمامه إلى النادي الكويتي، عاد أدجي إلى غانا وانضم مجددًا إلى ناديه السابق أدوانا ستارز. ترددت شائعات بأنه كان في مرحلة متقدمة من المفاوضات للتوقيع مع هارتس أوف أوك. في 22 ديسمبر 2020، سجل هدف التعادل لصالح أدوانا في مباراة ديربي بونو التي انتهت 1–1 أمام الغريم بيريكوم تشيلسي. منذ عودته إلى نادي أدوانا، خاض برايت لعب 58 مباراة وسجل 24 هدفًا مما جعله الهداف التاريخي لنادي أدوانا برصيد 42 هدفًا، متجاوزًا يحيى محمد الذي كان لديه 41 هدفًا.

## المسيرة الدولية
كان أدجي لاعبًا في منتخب غانا لكرة القدم تحت 23 سنة، المعروف باسم «النيازك السوداء» في عام 2015. وكان لاعبًا في الفريق الذي شارك في دورة الألعاب الإفريقية 2015 في برازافيل، جمهورية الكونغو. كما حصل على استدعاءات للانضمام إلى إلى المنتخب المحلي المعروف باسم «النجوم السوداء المحلي».

## الإنجازات
أدوانا ستارز
- الدوري الغاني الممتاز: 2017[2]
- كأس السوبر الغاني: 2018[2]

الفردية
- جائزة هدف الأسبوع من سي إن إن (2): (مارس 2016، أغسطس 2016)[17]
- لاعب الشهر في الدوري الغاني الممتاز: فبراير 2022[25]

## وصلات خارجية
لا توجد روابط لمواقع التواصل الاجتماعي.

- Bright Adjei على موقع قاعدة بيانات كرة القدم.إي يو (الإنجليزية)
- Bright Adjei على موقع Soccerway.com (الإنجليزية)
- Bright Adjei على موقع عالم كرة القدم.نت (الإنجليزية)
- Bright Adjei على موقع GSA (الإنجليزية)
- برايت أدجي على الأرشيف الرياضي العالمي

- برايت أدجي في موقع كرة القدم العالمية.نت
- برايت أدجي  على سكروي